# Us (Dolina Oise)
Us – miejscowość i gmina we Francji, w regionie Île-de-France, w departamencie Dolina Oise.
Według danych na rok 2010 gminę zamieszkiwało 1318 osób, a gęstość zaludnienia wynosiła 120 osób/km².